# Обратное вычисление

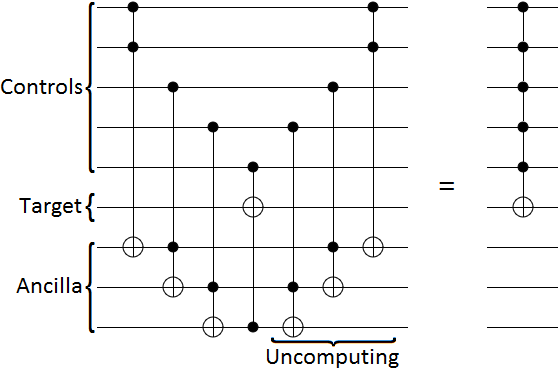
Создание вентиля НЕ с пятью элементами управления с использованием вентилей Тоффоли и битов анцилл. Обратное вычисление используется для восстановления анцилл в выключенное состояние до завершения вычисления.

Обратное вычисление — это метод, используемый в обратимых схемах для очистки временных эффектов на битах анциллах для их повторного использования. 
Обратные вычисления важны для квантовых вычислений (которые должны быть обратимыми до момента измерения результата). Обратные вычисления промежуточных эффектов позволяют учитывать влияние состояний при измерении результата.